# Parafia Przemienienia Pańskiego w Tłuszczu
Parafia Przemienienia Pańskiego w Tłuszczu – parafia rzymskokatolicka należąca do dekanatu tłuszczańskiego, diecezji warszawsko-praskiej, metropolii warszawskiej. Erygowana w dniu 1 stycznia 1936 roku przez księdza kardynała Aleksandra Kakowskiego. Kościół parafialny został zbudowany w latach 1932–1933. Mieści się przy ulicy Kościelnej.

## Zasięg parafii
Do parafii należą wierni z części Tłuszcza oraz z następujących miejscowości: Dzięcioły i Łysobyki (po prawej Alei Marysieńki)